# نيلتون
نيلتون Neilton، من مواليد 17 فبراير 1994 في نانوك في البرازيل، لاعب كرة قدم برازيلي لعب سابقاً في نادي حتا .

## روابط خارجية
نيلتون على موقع قاعدة بيانات كرة القدم.إي يو (الإنجليزية)
- نيلتون على موقع Soccerway.com (الإنجليزية)
- نيلتون على موقع عالم كرة القدم.نت (الإنجليزية)
- نيلتون على موقع AS.com (الإسبانية)